# برج‌های آب کویت
برج‌های آب کویت (به انگلیسی: Kuwait Water Towers) به گروهی متشکل از ۳۱ برج آب گفته می‌شود که در شهر کویت قرار دارند. این برج‌ها در سال ۱۹۷۶ تکمیل شده‌اند.

## طراحی و ساخت
این برج‌ها برای تأمین آب شهر کویت ساخته شده‌اند. هر برج دارای ظرفیت نگه‌داری ۳۰۰۰ متر مکعب آب است.
علاوه بر این ۳۱ برج٬ ۲ برج از مجموع ۳ برجِ برج‌های کویت به عنوان برج آب استفاده می‌شوند.
این ۳۳ برج ظرفیت استاندارد ۱۰۲٬۰۰۰ متر مکعب از آب را نیز دارند.
در سال ۱۹۸۰ جایزه معماری آقا خان٬ برای معماری این برج‌ها اهدا شد.